# الف سبونسير
الف سبونسير لاعب كرة قدم ومدرب إنجليزي مواليد عام 1877 في إنجلترا وتوفي عام 1962 لعب لعدة أندية في إنجلترا من بينها شيفيلد يونايتد ونوتينغهام فورست , في عام 1923 عمل مدرباً لنادي برشلونة لمدة عام حقق خلال فترة تدريبة بطولة دوري كاتالونيا مع نادي برشلونة .
1. ↑   معلومات عن اللاعب نسخة محفوظة 03 مارس 2016 على موقع واي باك مشين.
2. ↑  المدرب الف سبونسير من الموقع الرسمي للنادي [وصلة مكسورة] نسخة محفوظة 6 أبريل 2016 على موقع واي باك مشين.